# Estonská strana středu

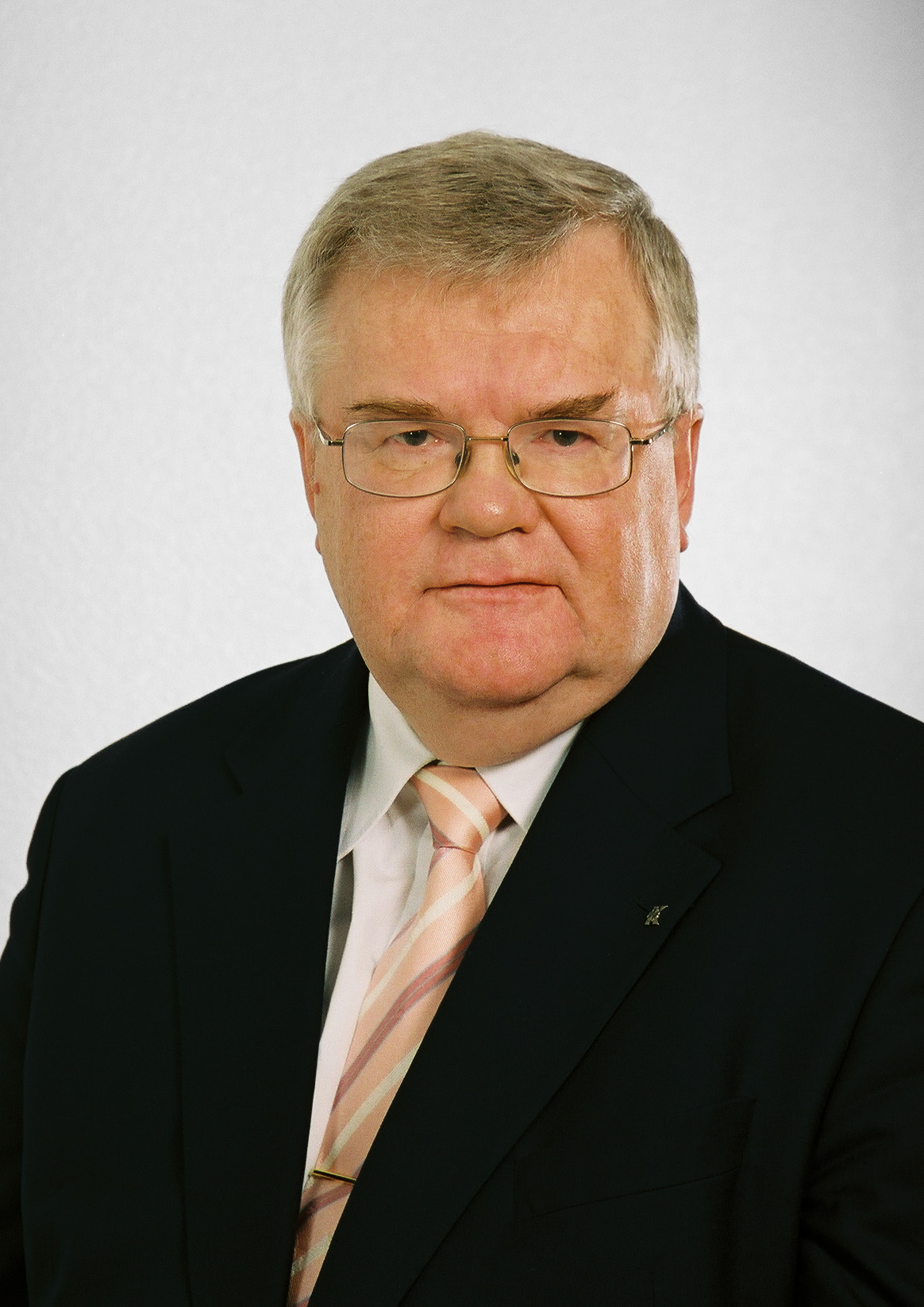
Edgar Savisaar, zakladatel strany

Estonská strana středu je centristická politická strana v Estonsku. Jejím předsedou byl Edgar Savisaar. Strana má 27 členů ve 101 místném estonském parlamentu, což jí dělá druhou nejsilnější estonskou parlamentní stranou. Založena byla roku 1991. Do estonského parlamentu se dostala v roce 1992.
| Rok voleb | Počet voličů | %    | mandáty  | Pozice | Koaliční / opoziční strana                              |
| --------- | ------------ | ---- | -------- | ------ | ------------------------------------------------------- |
| 1992      | 56 124       | 12,2 | 15/101   | 3.     | Opoziční strana                                         |
| 1995      | 76 634       | 14,2 | 16/101   | 2.     | Koaliční strana (1995) Opoziční strana (1995-1999)      |
| 1999      | 113 378      | 23,4 | 28/101   | 1.     | Opoziční strana (1999-2002) Koaliční strana (2002-2003) |
| 2003      | 125 709      | 25,4 | 28/101   | 1.     | Opoziční strana (2003–2005) Koaliční strana (2005–2007) |
| 2007      | 143 518      | 26,1 | 29/101   | 2.     | Opoziční strana                                         |
| 2011      | 134 124      | 23,3 | 26/101   | 2.     | Opoziční strana                                         |
| 2015      | 142 442      | 24,8 | 27/101   | 2.     | Opoziční strana (2015–2016) Koaliční strana (2016–2019) |
| 2019      | 118 561      | 23,0 | 26 / 101 | 2.     | Koaliční strana (2019–2022) Opoziční strana (2022–2023) |
| 2023      | 93 254       | 15,3 | 16 / 101 | 3.     | Opoziční strana                                         |